# شمال شرق كوفنتري (دائرة انتخابية في المملكة المتحدة)
شمال شرق كوفنتري (بالإنجليزية: Coventry North East)‏ هي إحدى الدوائر الانتخابية في المملكة المتحدة الممثلة في مجلس العموم في برلمان المملكة المتحدة.
عضو البرلمان الذي يمثلها حالياً هو :Rt Hon Bob Ainsworth (Lab).